# Albańskie odznaczenia
| Odznaczenia państwowe Republiki Albanii (od 1991) | Odznaczenia państwowe Republiki Albanii (od 1991)                              |
| Baretka | Nazwa polska (nazwa oryginalna)                                                |
| --- | ------------------------------------------------------------------------------ |
| | Order Flagi Narodowej („Dekorata e flamurit kombëtar”)                         |
| | Order Jerzego Kastrioty Skanderbega (Dekorata „Gjergj Kastrioti Skënderbeu”)   |
| | Order Honoru Narodu (Dekorata „Nderi i kombit”)                                |
| | Order Matki Teresy (Dekorata „Nënë Tereza”)                                    |
| | Order Złotego Orła („Dekorata e artë e shqiponjës”)                            |
| | Order Latarni Demokracji (Dekorata „Pishtar i demokracisë”)                    |
| | Tytuł Kawalera Orderu Skanderbega (Titulli „Kalorës i urdhrit të Skënderbeut”) |
| | Tytuł Kawalera Orderu Flagi (Titulli „Kalorës i urdhrit të flamurit”)          |
| | Tytuł Męczennika Demokracji (Titulli „Martir i demokracisë”)                   |
| | Tytuł Wielkiego Mistrza (Titulli „Mjeshtër i madh”)                            |
| | Tytuł Naima Frashëriego (Titulli „Naim Frashëri”)                              |
| | Tytuł za Szczególne Zasługi Cywilne (Titulli „Për merita të veçanta civile”)   |
| | Medal Służby Wojskowej (Medalja „Shërbime Ushtarake”)                          |
| | Medal Wdzięczności (Medalja e Mirënjohjes)                                     |
| | Medal Honoru (Medalja e nderit)                                                |
| | Medal Służby Ojczyźnie (Medalja „Në shërbim të atdheut”)                       |
| | Medal za Służbę Wybitną (Medalja „Për shërbime të shquara”)                    |
| | Medal za Służbę Wysoką (Medalja „Për shërbime të larta”)                       |
| Odznaczenia państwowe Albańskiej Republiki Ludowej (1945–1976) oraz Albańskiej Socjalistycznej Republiki Ludowej (1976–1991)                                |                                                                                |
| Baretka | Nazwa                                                                          |
| | Order Skanderbega I klasy (wz. 1946)                                           |
| | Order Skanderbega II klasy (wz. 1946)                                          |
| | Order Skanderbega III klasy (wz. 1946)                                         |
| | Order Wolności I klasy (wz. 1945)                                              |
| | Order Wolności II klasy (wz. 1945)                                             |
| | Order Wolności III klasy (wz. 1945)                                            |
| | Order Gwiazdy Partyzanckiej I klasy (wz. 1945)                                 |
| | Order Gwiazdy Partyzanckiej II klasy (wz. 1945)                                |
| | Order Gwiazdy Partyzanckiej III klasy (wz. 1945)                               |
| | Order Flagi (wz. 1945)                                                         |
| gwiazda | Order Naima Frashëriego (wz. 1965)                                             |
| | Medal za Wyzwolenie Kraju (wz. 1945)                                           |
| Ordery Albanii jako Księstwa (1914–1925), Republiki (1925–1928), Królestwa (1928–1939), protektorat włoski (1939–1943) i pod okupacją niemiecką (1933–1945) |                                                                                |
| Baretka | Nazwa                                                                          |
| | Order Orła Czarnego (wz. 1914)                                                 |
| | Order Wierności (wz. 1926)                                                     |
| | Krzyż Wielki Orderu Wierności (wz. 1939)                                       |
| | Wielki Oficer Orderu Wierności (wz. 1939)                                      |
| | Komandor Orderu Wierności (wz. 1939)                                           |
| | Oficer Orderu Wierności (wz. 1939)                                             |
| | Kawaler Orderu Wierności (wz. 1939)                                            |
| | Krzyż Wielki Orderu Skanderbega (wz. 1939)                                     |
| | Wielki Oficer Orderu Skanderbega (wz. 1939)                                    |
| | Komandor Orderu Skanderbega (wz. 1939)                                         |
| | Oficer Orderu Skanderbega (wz. 1939)                                           |
| | Kawaler Orderu Skanderbega (wz. 1939)                                          |